# Мариза
Марѝза Рѐйш Ну̀неш (Mariza) (на португалски: Marisa Reis Nunes) е португалска певица, изпълнителка на фадо. Смятана е за най-успешната изпълнителка в този жанр след легендарната Амалия Родригеш, наричана от английския „Indipendent“ „сензация в света на музиката“.

## Биография
Родена е на 16 декември 1973 г. в Мапуто. На тригодишна възраст се мести с родителите си в Лисабон. Първият ѝ албум Fado em Mim излиза през 2001 г. и веднага ѝ носи голяма популярност (продадени са над 30 хиляди копия). През 2002 г. по време на Световното първенство по футбол тя изпълнява химна на Португалия преди мача на националните отбори на Португалия и Южна Корея. През същата година на летния музикален фестивал в Квебек е наградена с първа награда – Most Outstanding Performance. Британската радиостанция BBC Radio 3 трикратно обявява Мариза за най-добра изпълнителка в света на музиката (2003, 2005, 2006).
Вторият ѝ албум Fado Curvo излиза през 2003 г. и заема шесто място в Top Billboard of World Music.
През 2004 г. на Олимпийските игри в Атина тя изпълнява в дует със Стинг песента A Thousand Years, влязла в официалния албум на Олимпийските игри Unity. През същата година получава European Border Breakers Award. През декември 2004 г. Мариза има два концерта в московския международен Дом на музиката.
Третият албум Transparente е записан през 2005 г. и издаден в Бразилия. Той заема първо място в хит-парадите в Португалия и влиза в десетката на най-популярните албуми в други европейски страни. През юли 2005 г. Мариза е почетен гост на музикалния фестивал Live 8. През същата година португалското подразделение на UNICEF дава на Мариза почетното звание Посланик на добра воля.
През 2006 г. в Австралия Мариза получава наградата Helpmann Awards в раздел Best International Contemporary Concert, а в Португалия – националния „Златен глобус“ за „най-добър индивидуален изпълнител“.

## Дискография
- 2001 – Fado em Mim (четири пъти платинен диск)
- 2003 – Fado Curvo (четири пъти платинен диск)
- 2004 – Live in London (платинен диск)
- 2005 – Transparente (три пъти платинен диск)
- 2006 – Concerto em Lisboa
- 2008 – Terra,
- 2010 – Fado Tradicional